# Frits Naafs
G.F. (Frits) Naafs (12 februari 1960) is een Nederlands bestuurder en VVD-politicus. Sinds 1 september 2006 is hij burgemeester van Utrechtse Heuvelrug. Per 15 juli 2025 is hij ook waarnemend burgemeester van Wijk bij Duurstede.

## Biografie
Frits Naafs heeft in diverse functies gewerkt bij de gemeenten Loenen aan de Vecht, Cothen, Bunnik en Leusden voor hij in 1996 wethouder werd in Wijk bij Duurstede. In april 2002 werd Naafs burgemeester van Rhenen en in september 2006 volgde zijn benoeming tot burgemeester van de gemeente Utrechtse Heuvelrug. Die gemeente was op 1 januari van dat jaar ontstaan bij de samenvoeging van (delen van) de gemeenten Amerongen, Doorn, Driebergen-Rijsenburg, Leersum en Maarn. Tot de benoeming van Naafs was Rudi Boekhoven daar waarnemend burgemeester.